# Gymkhana motocyklowa w Polsce

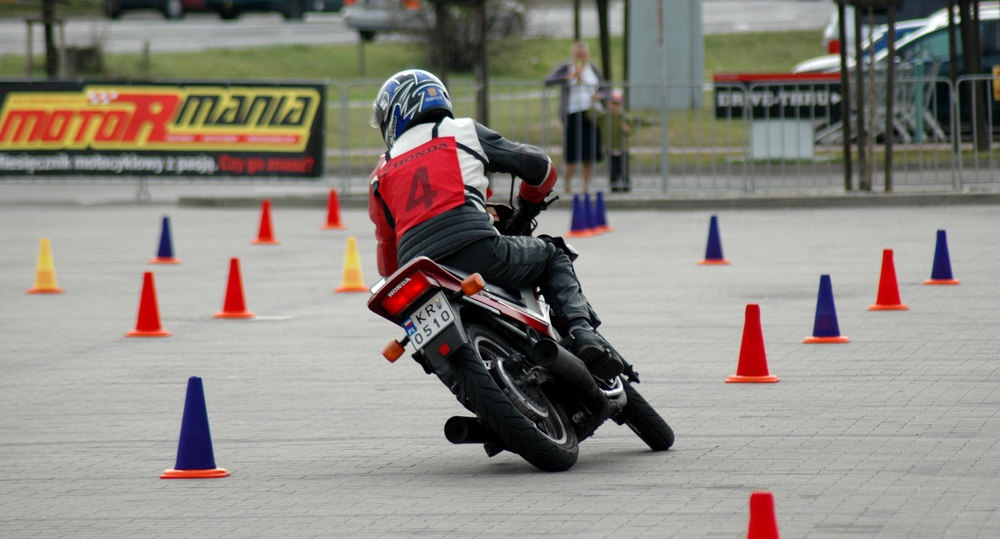
Zawodnik na trasie konkursowej podczas ogólnopolskich zawodów w Gymkhanie

Gymkhana (czyt: dżymkana) – konkurencja sportów motocyklowych popularna w Japonii, do Polski trafiła zaledwie kilka lat temu.
Organizacją zawodów ogólnopolskich zajmuje się niezależna organizacja pozarządowa: motoFUNdacja z siedzibą w Szczecinie. MotoFUNdacja przeprowadziła cykl rozgrywek w sezonie 2013 i 2014. W poprzednich dwóch latach organizacją zawodów ogólnopolskich zajmowała się Honda Poland.

## Historia
Pierwsze ogólnopolskie zawody zorganizowane zostały przez Honda Poland w maju 2011 roku. Wystartowało w nich 26 zawodników. Była to pierwsza z pięciu edycji tej imprezy w sezonie 2011. Finał zgromadził już trzykrotnie większą liczbę startujących, a podczas czterech edycji w sezonie 2012 wyczerpywane były limity zgłoszeń. W każdej rundzie startowało bez mała stu zawodników z całej Polski oraz goście z  zagranicy (Czechy).
Począwszy od sezonu 2013 zawody ogólnopolskie pod nazwą Gymkhana GP organizowane są przez motoFUNdację. Pierwsze zawody Gymkhana GP zorganizowane zostały jako impreza lokalna 1 września 2012 w Szczecinie, zaś od maja 2013 rozwinęły się w cykl ogólnopolski. W sezonie 2013 odbyły się cztery edycje, w 2014 – pięć. W sezonie 2014 startowało łącznie 133 zawodników z całej Polski, Czech i Niemiec, większość z nich wielokrotnie. Pierwsza i ostatnia runda odbywa się w Szczecinie, pozostałe w różnych miastach Polski. Innowacją wprowadzoną w 2013 przez organizatorów było klasyfikowanie zawodników w dwóch kategoriach: amatorskiej i PRO, dzięki czemu początkujący mogą również walczyć o podium i cenne nagrody rzeczowe, w ich klasie bardziej wartościowe, niż w klasie zawodowej. Na tych zawodach podniesiono także rangę konkurencji GP8, czyli pięciokrotnego przejechania dwunastometrowej ósemki na czas.
Oprócz zawodów ogólnopolskich, miłośnicy Gymkhany organizują w swoich miastach imprezy o zasięgu lokalnym, takie jak MotoGymkhana na wrocławskich edycjach OldtimerbazaRu albo Puchar Katanki w Krakowie.

### Status formalny zawodów
W Polsce nie istnieje żadna podlegająca pod federacje czy też Polski Związek Motorowy oficjalna instytucja regulująca zawody Gymkhany. motoFUNdacja przyjęła to rozwiązanie celowo, aby ułatwić amatorom start w zawodach.  Mogą oni brać udział w rywalizacji nawet zgłaszając się w dniu zawodów, bez wyrabiania licencji i związanych z tym kosztów oraz nakładu czasu. Start w GymkhanaGP jest bezpłatny, a jedynym wymogiem wobec uczestników jest posiadanie uprawnień kat. A, A1, A2, AM lub karty motorowerowej,  oraz rejestracja, ubezpieczenie i przegląd motocykla. Zatem GymkhanaGP są formalnie nieoficjalnymi Mistrzostwami Polski, uznawanymi za takie zwyczajowo przez społeczność motocyklową, gdyż są to największe zawody w tej dyscyplinie w Polsce (a także w całej Europie), stąd ich ranga nieoficjalnych mistrzostw Polski. Dlatego przyjęło się nazywać zwycięzców klasyfikacji generalnej Mistrzami i Mistrzyniami Polski. W sezonach 2011 – 2012 analogiczny status miały zawody Honda Gymkhana.
Z powodu braku w Polsce scentralizowanej instytucji kontrolującej zawody gymkhany, regulamin zawodów zależny jest od organizatora. Najczęściej jednak nie odbiegają od przyjętych zwyczajowo zasad, wzorowanych na zawodach japońskich.

## Gymkhana GP

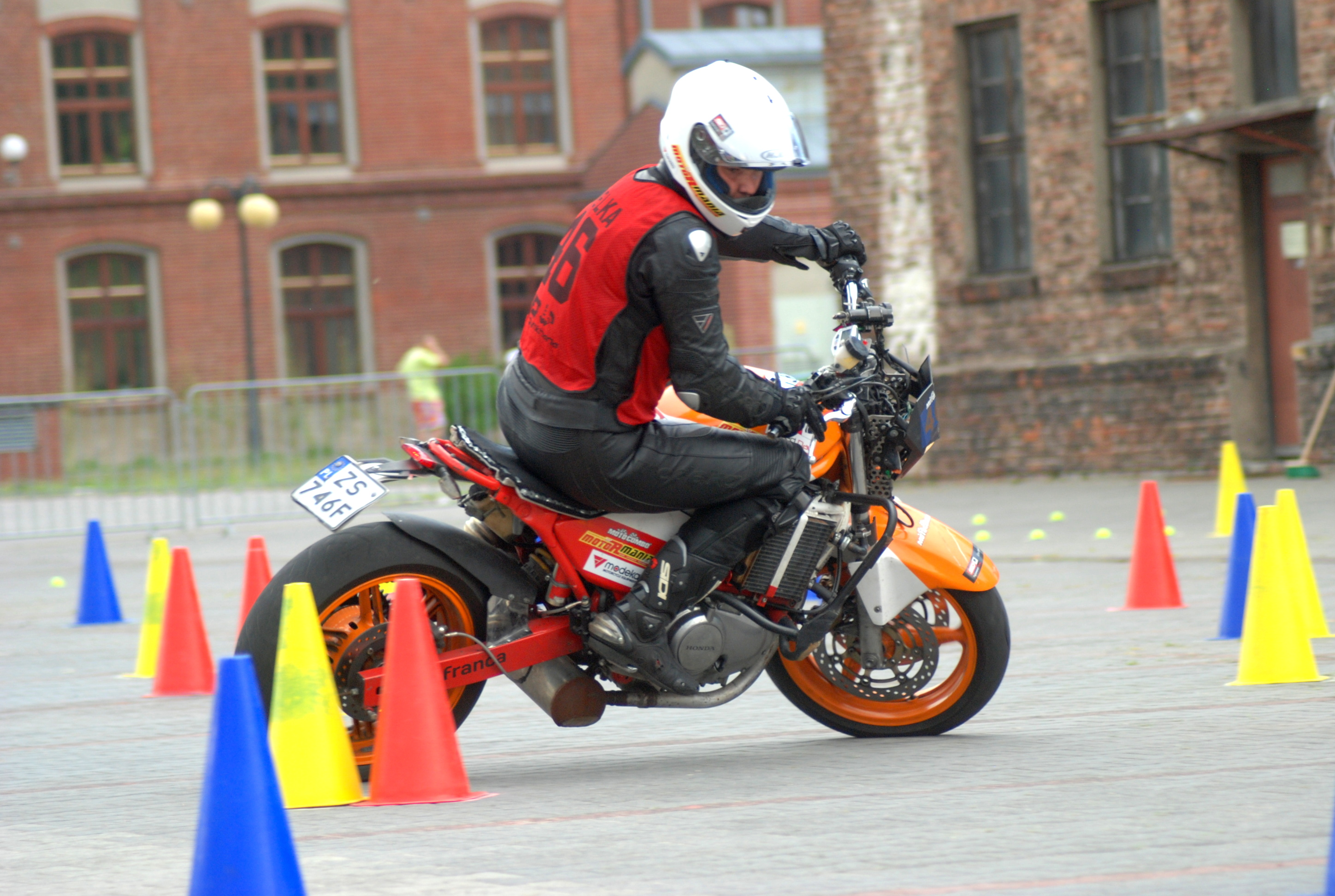
Przejazd trasy konkursowej. Smelka Tomek Smela – Mistrz Polski Gymkhana GP 2014

Pierwsza edycja tej w zamierzeniu organizatorów cyklicznej imprezy odbyła się 1 września 2012. Mimo lokalnego i popularyzatorskiego charakteru wydarzenia wystąpiła na nim duża część ogólnopolskiej czołówki gymkhanerów.
W kolejnym sezonie Gymkhana GP rozwinęła się w ogólnopolski cykl w randze nieoficjalnych mistrzostw Polski. Aktywiści ze Szczecina, nazywanego też "Stolicą Polskiej Gymkhany", zaangażowani w tworzenie imprezy, powołali organizację pozarządową – motoFUNdację, która jest organizatorem cyklu. W sezonie 2013 odbyły się cztery edycje, w 2014 – pięć. Imprezy trwają jeden dzień. Przed południem odbywają się treningi, a równolegle z nimi – konkurs GP8, w którym każdy z zawodników ma dwie próby, a liczony do klasyfikacji jest lepszy z uzyskanych czasów. Po południu rozgrywany jest konkurs główny. Zawodnicy w nim startujący podzieleni są na klasę amatorską i PRO, czyli zawodową. Dwie serie przejazdów konkursowych – pierwsza w kolejności numerów startowych, druga według czasów z pierwszego przejazdu (od najwolniejszego). O miejscu w klasyfikacji końcowej decyduje suma czasów. W sezonie 2014 na koniec zawodów czterech najlepszych amatorów i czterech najlepszych zawodników PRO startuje w rozgrywce pucharowej. O rozstawieniu decyduje losowanie.
W sezonie 2013 wyniki z całego sezonu zostały ujęte przez organizatora w podsumowaniu zbiorczym, zaś od 2014 roku wprowadzono nowe zasady awansowania do klasy PRO i klasyfikacji generalnej, opartej na wynikach z dwóch przejazdów konkursowych (na podstawie czasów bez uwzględniania podziału na klasy, oraz bez wyników Pucharu). Za miejsca od 1 do 15 przyznawane są punkty, a do tabeli na koniec sezonu uwzględniane są cztery najlepsze wyniki danego zawodnika z pięciu rund.
| Miejsce   | 1  | 2  | 3  | 4  | 5  | 6  | 7 | 8 | 9 | 10 | 11 | 12 | 13 | 14 | 15 |
| Punktacja | 25 | 20 | 16 | 13 | 11 | 10 | 9 | 8 | 7 | 6  | 5  | 4  | 3  | 2  | 1  |

### Sezon 2014

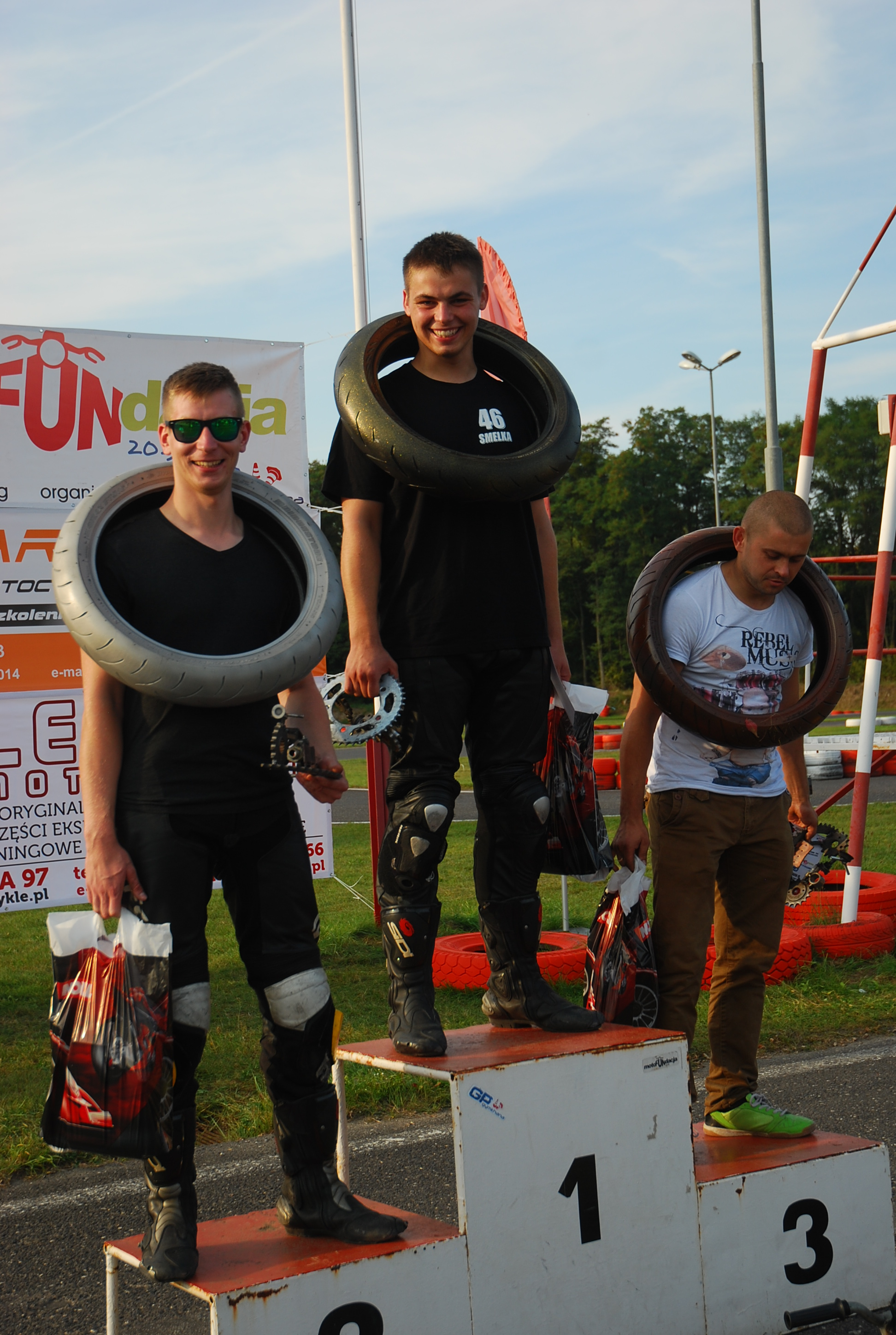
Mistrz Polski Smelka Tomek Smela, wicemistrz Dziki Krzysztof Dzikowski i drugi wicemistrz Gruszka Grzegorz Uliński. Podium klasyfikacji generalnej Mistrzostw Polski Gymkhana GP 2014

#### Klasyfikacja generalna[8][9]
Mistrzem Polski Gymkhana GP w sezonie 2014 został debiutujący w klasie PRO Smelka Tomek Smela ze Szczecina, startujący na motocyklu Honda Franca własnej konstrukcji.
| Miejsce | Nr startowy | Zawodnik                     | Motocykl               | Miasto         | Punkty z 4. najlepszych przejazdów |
| ------- | ----------- | ---------------------------- | ---------------------- | -------------- | ---------------------------------- |
| 1.      | 46          | Smelka Tomasz Smela          | Honda Franca Custom    | Szczecin       | 100                                |
| 2.      | 29          | Dziki Krzysztof Dzikowski    | Honda CBR600F4         | Szczecin       | 73                                 |
| 3.      | 55          | Gruszka Grzegorz Uliński     | Honda CBR400RR-L       | Warszawa       | 64                                 |
| 4.      | 89          | Beniamin Mucha               | Honda CBR600RR         | Wrocław        | 53                                 |
| 5.      | 69          | Łukasz Tabor                 | Suzuki GSXR750         | Warszawa       | 35                                 |
| 6.      | 24          | Snajper Kamil Fijałowski     | Honda CB600F Hornet    | Warszawa       | 31                                 |
| 7.      | 67          | Paweł Zachariasz             | Yamaha FZR 400 i inne  | Wrocław        | 30                                 |
| 8.      | 99          | Łukasz Malarz                | Kawasaki ER6n          | Szczecin       | 29                                 |
| 9.      | 8           | Oscar Kubicki                | Suzuki GSX-R 750       | Wrocław        | 23                                 |
| 10.     | 58          | Rufi Rafał Dziki-Sereda      | Honda CBR600 F4i       | Szczecin       | 20                                 |
| 11.     | 35          | Mateusz Brycki               | Suzuki GS 500f         | Wrocław        | 19                                 |
| 12.     | 131         | Maty Matous Landa            | Honda CB600F Hornet    | Kolin (Czechy) | 17                                 |
| 13.     | 83          | Marcin Wrzesiński            | Suzuki SV650n          | Warszawa       | 15                                 |
| 13.     | 95          | DrMarino Mariusz Juszczak    | Suzuki GSX-R750 i inne | Kraków         | 15                                 |
| 13.     | 118         | Hubert Walczak               | Yamaha                 | Wrocław        | 15                                 |
| 16.     | 12          | Automateusz Mateusz Jeżewski | Honda CBF125 i inne    | Szczecin       | 14                                 |

#### 5. runda finałowa, Szczecin, 20 września 2014[10][11]
| Miejsce | Nr startowy | Zawodnik                  | Motocykl                | Miasto        |
| ------- | ----------- | ------------------------- | ----------------------- | ------------- |
| 1.      | 29          | Dziki Krzysztof Dzikowski | Honda CBR600F4i         | Szczecin      |
| 2.      | 89          | Beniamin Mucha            | Honda CBR600RR          | Wrocław       |
| 3.      | 46          | Smelka Tomasz Smela       | Honda Franca Custom     | Szczecin      |
| 4.      | 7           | Miondir Jiri Schovanec    | Kawasaki ER6n           | Żlin, Czechy  |
| 5.      | 55          | Gruszka Grzegorz Uliński  | Honda CBR400 Baby Blade | Warszawa      |
| 6.      | 24          | Snajper Kamil Fijałkowski | Honda CB 600            | Warszawa      |
| 7.      | 131         | Maty Matous Landa         | Honda CB600F Hornet     | Kolin, Czechy |

| Miejsce | Nr startowy | Zawodnik                     | Motocykl                     | Miasto        |
| ------- | ----------- | ---------------------------- | ---------------------------- | ------------- |
| 1.      | 147         | Misak Michal Kindl           | Kawasaki ER6n                | Praha, Czechy |
| 2.      | 92          | Dragon Krzysztof Lewandowski | Yamaha YZF 1000R             | Szczecin      |
| 3.      | 23          | KYO Piotr Kołodziejski       | Honda CB600F Hornet          | Warszawa      |
| 4.      | 19          | Maiya Maja Staniszewska      | Suzuki GSX-R 600 K1          | Wrocław       |
| 5.      | 98          | Sicin Mateusz Siciński       | Honda CBF250                 | Kraków        |
| 6.      | 28          | Wąski Łukasz Gadomski        | Suzuki GS 500 F              | Szczecin      |
| 7.      | 96          | Kij'ek Dariusz Sobótka       | Suzuki GSX-R 1000 k3 Ptasiek | Warszawa      |

| Miejsce | Nr startowy | Zawodnik                  | Motocykl                | Lepszy czas (sek.) |
| ------- | ----------- | ------------------------- | ----------------------- | ------------------ |
| 1.      | 29          | Dziki Krzysztof Dzikowski | Honda CBR600F4i         | 28,98              |
| 2.      | 69          | Łukasz Tabor              | Honda CBR600RR          | 29,08              |
| 3.      | 46          | Smelka Tomasz Smela       | Honda Franca Custom     | 29,09              |
| 4.      | 7           | Miondir Jiri Schovanec    | Kawasaki ER6n           | 30,03              |
| 5.      | 55          | Gruszka Grzegorz Uliński  | Honda CBR400 Baby Blade | 30,40              |
| 6.      | 8           | Oscar Kubicki             | Suzuki GSX-R 750        | 30,52              |
| 7.      | 89          | Beniamin Mucha            | Honda CBR600RR          | 30,52              |

| zdobywca Pucharu | Dziki Krzysztof Dzikowski | Dziki Krzysztof Dzikowski | Dziki Krzysztof Dzikowski | Dziki Krzysztof Dzikowski |
| finał            | Beniamin Mucha            | Beniamin Mucha            | Dziki Krzysztof Dzikowski | Dziki Krzysztof Dzikowski |
| półfinał         | Smelka Tomasz Smela       | Beniamin Mucha            | Adam Sylwanowicz          | Dziki Krzysztof Dzikowski |

## Honda Gymkhana

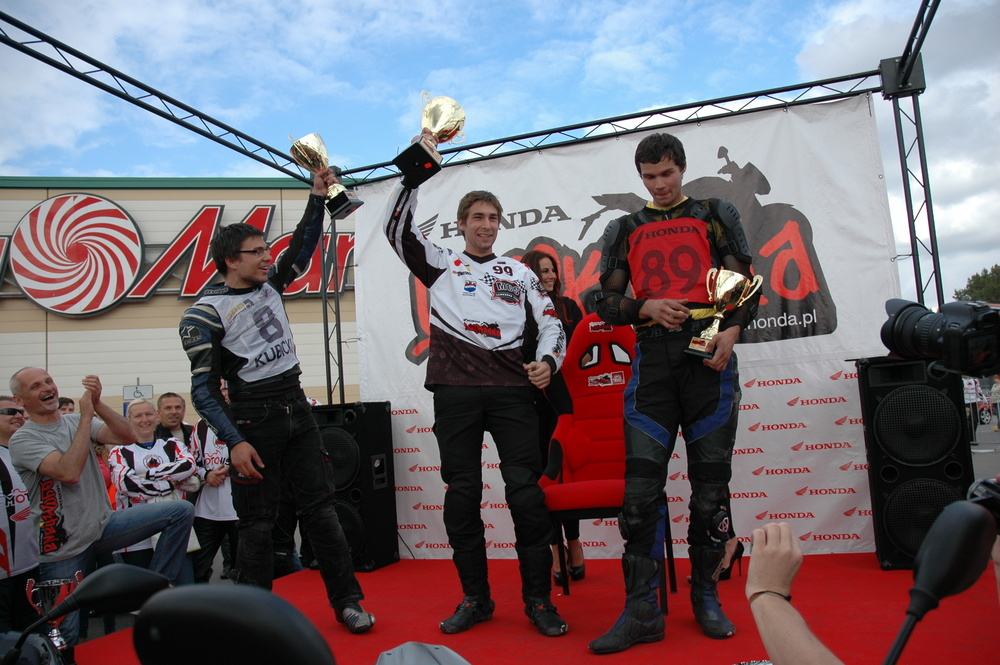
Zwycięzcy rundy finałowej Honda Gymkhana 2012. Od lewej: Oscar Kubicki (2. miejsce), Wojtek "Terminator" Grodzki (1. miejsce), Beniamin Mucha (2. miejsce)

Pierwsze i w latach 2011-2012 największe zasięgiem i skalą ogólnopolskie zawody w Gymkhanie, w randze nieoficjalnych mistrzostw Polski.
W sezonie 2011 odbyło się pięć edycji, w 2012 – cztery. Każda runda trwa dwa dni. Pierwszy w całości poświęcony jest na treningi. W drugim odbywają się dwie serie przejazdów konkursowych – pierwsza w kolejności numerów startowych, druga według czasów z pierwszego przejazdu (od najwolniejszego). O miejscu decyduje suma czasów. Jeśli warunki lokalizacji na pozwalają by ułożyć tory równoległe, szesnastu najlepszych startuje do rozgrywki o Puchar Prezesa. O rozstawieniu decydują miejsca – pierwszy startuje z szesnastym, drugi z piętnastym itd.
Od 2012 roku prowadzona jest klasyfikacja generalna, oparta na wynikach z dwóch przejazdów konkursowych (bez uwzględniania Pucharu). Za miejsca od 1 do 16 przyznawane są punkty, sumowane na koniec sezonu.
| Miejsce   | 1  | 2  | 3  | 4  | 5  | 6  | 7  | 8 | 9 | 10 | 11 | 12 | 13 | 14 | 15 | 16 |
| Punktacja | 20 | 18 | 16 | 14 | 12 | 11 | 10 | 9 | 8 | 7  | 6  | 5  | 4  | 3  | 2  | 1  |

Klasyfikacja prowadzona jest w trzech kategoriach: open, kobiet i zespołowej. Wyniki zawodniczek są zatem klasyfikowane dwukrotnie. O miejscu zespołu decyduje suma czasów trzech najlepszych zawodników danej drużyny.

### Sezon 2012

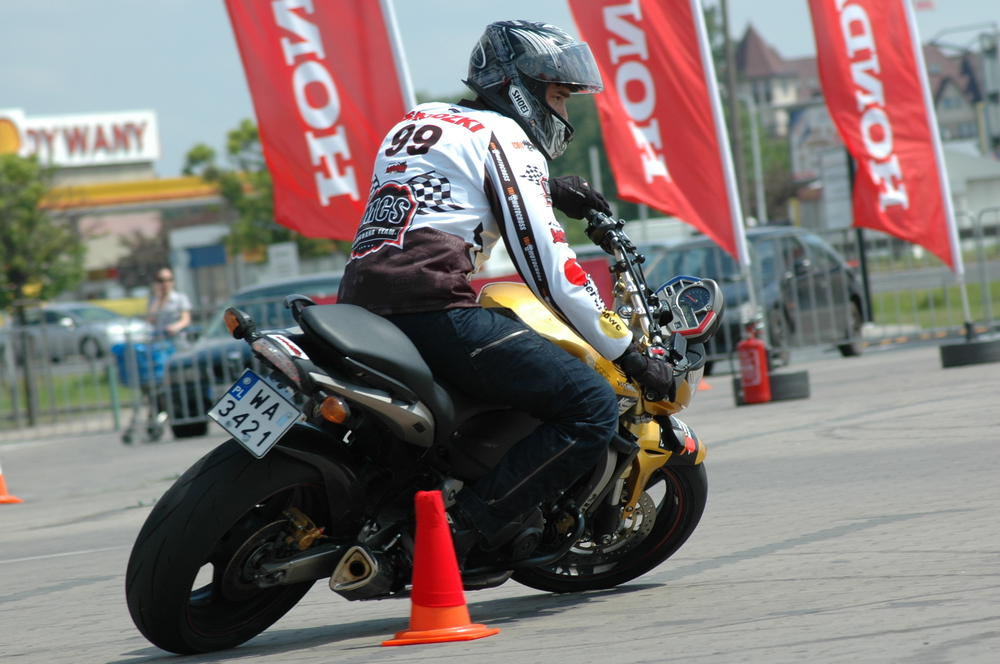
Wojtek "Terminator" Grodzki, mistrz klasyfikacji generalnej sezonu 2012 Honda Gymkhana, na trasie konkursowej

Klasyfikacja generalna –  kategoria open

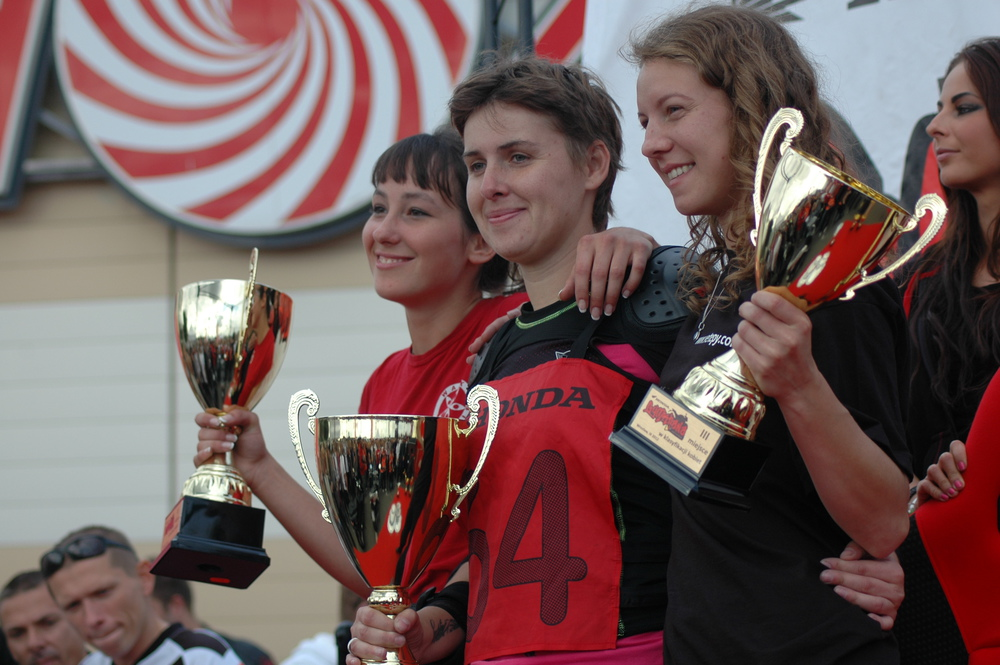
Mistrzynie klasyfikacji generalnej Honda Gymkhana sezonu 2012 w kategorii kobiet: od lewej Aleksandra Frost (2. miejsce), Monika Jaworska (1. miejsce), Karolina Miechowska (3. miejsce).

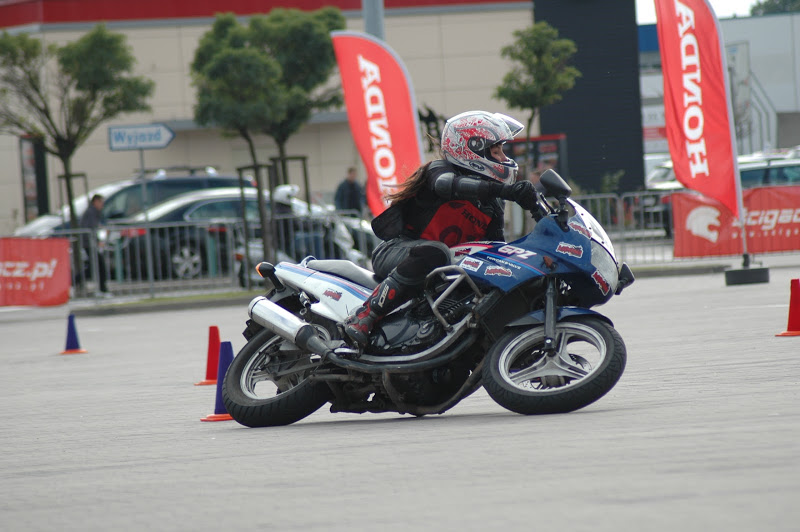
Aleksandra Frost w czasie przejazdu na rundzie finałowej

| Miejsce | Nr startowy | Zawodnik           | Motocykl               | Miasto / Drużyna          | Punktacja generalna |
| ------- | ----------- | ------------------ | ---------------------- | ------------------------- | ------------------- |
| 1.      | 99          | Wojciech Grodzki   | Honda CB600F Hornet    | Warszawa / MCS            | 74                  |
| 2.      | 89          | Beniamin Mucha     | Honda CBR600f2         | Wrocław / MotoGymkhana    | 72                  |
| 3.      | 69          | Mariusz Romanowski | Honda VFR 400          | Warszawa / MCS            | 45                  |
| 4.      | 8           | Oscar Kubicki      | Suzuki GSX-R 750       | Wrocław / D&D             | 42                  |
| 5.      | 42          | Grzegorz Uliński   | Honda CBR400 RR-L      | Warszawa / Honda Plaza    | 40                  |
| 6.      | 93          | Kamil Dolecki      | Yamaha Thunderace 1000 | Szczecin / GymkhanaPoland | 35                  |
| 7.      | 58          | Rafał Dziki-Sereda | Honda CBR600F4i        | Szczecin / GymkhanaPoland | 32                  |
| 8.      | 64          | Monika Jaworska    | Suzuki DRZ400          | Kraków                    | 29                  |
| 9.      | 71          | Jerzy Głodek       | Suzuki DRZ 400         | Warszawa / Motorista      | 28                  |
| 10.     | 90          | Adam Sylwanowicz   | Yamaha YBR 250         | Szczecin / GymkhanaPoland | 21                  |
| 11.     | 82          | Adam Olesiuk       | Honda CBR 600F4i       | Szczecin / GymkhanaPoland | 20                  |
| 12.     | 61          | Paweł Maliszewski  | Honda CB600F Hornet    | Warszawa / Motorista      | 20                  |
| 13.     | 66          | Paweł Zachariasz   | Suzuki GSX-R750        | Wrocław / MotoGymkhana    | 16                  |
| 14.     | 10          | Rafał Mazurkiewicz | Honda CB600F Hornet    | Warszawa / Motorista      | 16                  |
| 15.     | 97          | Rafał Pluta        | Honda CBR600F3         | Warszawa / MCS            | 11                  |
| 16.     | 53          | Konrad Filipiak    | Honda CB600F Hornet    | Poznań                    | 11                  |

Klasyfikacja generalna – kategoria kobiet
| Miejsce | Nr startowy | Zawodnik            | Motocykl            | Miasto / Drużyna       | Punktacja generalna |
| ------- | ----------- | ------------------- | ------------------- | ---------------------- | ------------------- |
| 1.      | 64          | Monika Jaworska     | Honda CB600F Hornet | Kraków                 | 80                  |
| 2.      | 91          | Aleksandra Frost    | Honda CBR600F       | Gdańsk                 | 70                  |
| 3.      | 51          | Karolina Miechowska | Honda PCX           | Wrocław / MotoGymkhana | 64                  |

#### 4. runda finałowa, Warszawa – Marki, 16 września 2012
| Miejsce | Nr startowy | Zawodnik           | Motocykl               | Miasto / Zespół           |
| ------- | ----------- | ------------------ | ---------------------- | ------------------------- |
| 1.      | 99          | Wojciech Grodzki   | Honda CB600F Hornet    | Warszawa / MCS            |
| 2.      | 8           | Oscar Kubicki      | Suzuki GSX-R 750       | Wrocław / D&D             |
| 3.      | 89          | Beniamin Mucha     | Honda CBR600f2         | Wrocław / MotoGymkhana    |
| 4.      | 90          | Adam Sylwanowicz   | Yamaha YBR 250         | Szczecin / GymkhanaPoland |
| 5.      | 58          | Rafał Dziki-Sereda | Honda CBR600F4i        | Szczecin / GymkhanaPoland |
| 6.      | 69          | Mariusz Romanowski | Honda VFR 400          | Warszawa / MCS            |
| 7.      | 93          | Kamil Dolecki      | Yamaha Thunderace 1000 | Szczecin / GymkhanaPoland |
| 8.      | 61          | Paweł Maliszewski  | Honda CB600F Hornet    | Warszawa / Motorista      |
| 9.      | 42          | Grzegorz Uliński   | Honda CBR400 RR-L      | Warszawa / Honda Plaza    |
| 10.     | 66          | Paweł Zachariasz   | Suzuki GSX-R750        | Wrocław / MotoGymkhana    |

Puchar Prezesa Honda Poland
| zdobywca Pucharu | Wojciech Grodzki | Wojciech Grodzki | Wojciech Grodzki | Wojciech Grodzki |
| finał            | Oscar Kubicki    | Oscar Kubicki    | Wojciech Grodzki | Wojciech Grodzki |
| półfinał         | Beniamin Mucha   | Oscar Kubicki    | Adam Sylwanowicz | Wojciech Grodzki |

Imprezę uświetnił swoją obecnością Japończyk Takahisa Fujinami – mistrz świata w trialu, który dawał pokazy swoich umiejętności oraz zmierzył się na torze Gymkhanowym ze zwycięzcą rundy wygrywając o 0,07 sekundy.

#### 3 runda, Wrocław, 26 sierpnia 2012
| Miejsce | Nr startowy | Zawodnik           | Motocykl            | Miasto / Zespół           |
| ------- | ----------- | ------------------ | ------------------- | ------------------------- |
| 1.      | 89          | Beniamin Mucha     | Honda CBR600f2      | Wrocław / MotoGymkhana    |
| 2.      | 58          | Rafał Dziki-Sereda | Honda CBR600F4i     | Szczecin / GymkhanaPoland |
| 3.      | 42          | Grzegorz Uliński   | Honda CBR400 RR-L   | Warszawa / Honda Plaza    |
| 4.      | 99          | Wojciech Grodzki   | Honda CB600F Hornet | Warszawa / MCS            |
| 5.      | 10          | Rafał Mazurkiewicz | Honda CB600F Hornet | Warszawa / Motorista      |
| 6.      | 53          | Konrad Filipiak    | Honda CB600F Hornet | Poznań                    |
| 7.      | 100         | Jakub Rymkiewicz   | Honda VTR250        | Warszawa / Honda Plaza    |
| 8.      | 69          | Mariusz Romanowski | Honda VFR 400       | Warszawa / MCS            |
| 9.      | 71          | Jerzy Głodek       | Suzuki DRZ 400      | Warszawa / Motorista      |
| 10.     | 64          | Monika Jaworska    | Suzuki DRZ400       | Kraków                    |

Puchar Prezesa Honda Poland
| zdobywca Pucharu | Rafał Dziki-Sereda | Rafał Dziki-Sereda | Rafał Dziki-Sereda | Rafał Dziki-Sereda |
| finał            | Beniamin Mucha     | Beniamin Mucha     | Rafał Dziki-Sereda | Rafał Dziki-Sereda |
| półfinał         | Beniamin Mucha     | Wojciech Grodzki   | Grzegorz Uliński   | Rafał Dziki-Sereda |

#### 2 runda, Radom, 8 lipca 2012
Runda została rozegrana na torze Automobilklubu Radomskiego.
| Miejsce | Nr startowy | Zawodnik           | Motocykl               | Miasto / Zespół           |
| ------- | ----------- | ------------------ | ---------------------- | ------------------------- |
| 1.      | 99          | Wojciech Grodzki   | Honda CB600F Hornet    | Warszawa / MCS            |
| 2.      | 77          | Beniamin Mucha     | Honda CBR600f2         | Wrocław / MotoGymkhana    |
| 3.      | 93          | Kamil Dolecki      | Yamaha Thunderace 1000 | Szczecin / GymkhanaPoland |
| 4.      | 69          | Mariusz Romanowski | Honda VFR 400          | Warszawa / MCS            |
| 5.      | 100         | Jakub Rymkiewicz   | Honda VTR250           | Warszawa / Honda Poland   |
| 6.      | 71          | Jerzy Głodek       | Suzuki DRZ 400         | Warszawa / Motorista      |
| 7.      | 61          | Paweł Maliszewski  | Honda CB600F Hornet    | Warszawa / Motorista      |
| 8.      | 8           | Oscar Kubicki      | Suzuki GSX-R 750       | Wrocław / MotoGymkhana    |
| 9.      | 82          | Adam Olesiuk       | Honda CBR 600F4i       | Szczecin / GymkhanaPoland |
| 10.     | 60          | Andrzej Zając      | Honda CB600F Hornet    | Szczecin / GymkhanaPoland |

#### 1 Runda, Warszawa – Marki, 20 maja 2012
| Miejsce | Nr startowy | Zawodnik            | Motocykl               | Miasto / Zespół           |
| ------- | ----------- | ------------------- | ---------------------- | ------------------------- |
| 1.      | 99          | Wojciech Grodzki    | Honda CB600F Hornet    | Warszawa / MCS            |
| 2.      | 78          | Beniamin Mucha      | Honda CBR600f2         | Wrocław / MotoGymkhana    |
| 3.      | 91          | Jakub Rymkiewicz    | Honda VTR250           | Warszawa / Honda Poland   |
| 4.      | 60          | Grzegorz Uliński    | Honda CBR400 RR-L      | Warszawa / Honda Plaza    |
| 5.      | 8           | Oscar Kubicki       | Suzuki GSX-R 750       | Wrocław / MotoGymkhana    |
| 6.      | 64          | Monika Jaworska     | Suzuki DRZ400          | Kraków                    |
| 7.      | 82          | Adam Olesiuk        | Honda CBR 600F4i       | Szczecin / GymkhanaPoland |
| 8.      | 69          | Mariusz Romanowski  | Honda VFR 400          | Warszawa / MCS            |
| 9.      | 93          | Kamil Dolecki       | Yamaha Thunderace 1000 | Szczecin / GymkhanaPoland |
| 10.     | 73          | Krzysztof Wachowski | Yamaha TDR 125         | Wrocław / MotoGymkhana    |

Puchar Prezesa zdobył Wojciech Grodzki zmierzywszy się w finale z Beniaminem Muchą

### Sezon 2011
W sezonie 2011 nie była prowadzona klasyfikacja generalna.

#### 5 edycja,  Warszawa, 11 września 2011
| Miejsce | Nr startowy | Zawodnik           | Motocykl            | Miasto   |
| ------- | ----------- | ------------------ | ------------------- | -------- |
| 1.      | 99          | Wojciech Grodzki   | Honda CB600F Hornet | Warszawa |
| 2.      | 86          | Mateusz Mittek     | Honda CB600F Hornet | Wrocław  |
| 3.      | 69          | Mariusz Romanowski | Honda CBR 400RR     | Warszawa |
| 4.      | 1           | Monika Jaworska    |                     | Kraków   |
| 5.      | 84          | Beniamin Mucha     | Honda CBR600f2      | Wrocław  |
| 6.      | 3           | Jakub Rymkiewicz   | Honda VTR250        | Warszawa |
| 7.      | 32          | Paweł Matuszewski  |                     |          |
| 8.      | 41          | Piotr Napieralski  |                     | Warszawa |
| 9.      | 18          | Jerzy Głodek       |                     |          |
| 10.     | 66          | Łukasz Miechowicz  |                     |          |

#### 4 edycja, Poznań, 28 sierpnia 2011
| Miejsce | Nr startowy | Zawodnik           | Motocykl            | Miasto   |
| ------- | ----------- | ------------------ | ------------------- | -------- |
| 1.      | 99          | Wojciech Grodzki   | Honda CB600F Hornet | Warszawa |
| 2.      | 86          | Mateusz Mittek     | Honda CB600F Hornet | Wrocław  |
| 3.      | 83          | Beniamin Mucha     | Honda CBR600f2      | Wrocław  |
| 4.      | 29          | Adam Sylwanowicz   | KTM LC4sm           | Szczecin |
| 5.      | 88          | Oscar Kubicki      | Honda CB600F Hornet | Wrocław  |
| 6.      | 50          | Konrad Filipiak    | Honda CBF600        | Poznań   |
| 7.      | 69          | Mariusz Romanowski | Honda CBR 400RR     | Warszawa |
| 8.      | 92          | Paweł Zachariasz   | Honda VFR750        | Wrocław  |
| 9.      | 65          | Jakub Rymkiewicz   | Honda VTR250        | Warszawa |
| 10.     | 97          | Rafał Pluta        | Honda CBR 600F      | Warszawa |

#### 3 edycja, Gdańsk, 24 lipca 2011
| Miejsce | Nr startowy | Zawodnik            | Motocykl            | Miasto   |
| ------- | ----------- | ------------------- | ------------------- | -------- |
| 1.      | 99          | Wojciech Grodzki    | Honda CB600F Hornet | Warszawa |
| 2.      | 8           | Mateusz Mittek      | Honda CB600F Hornet | Wrocław  |
| 3.      | 88          | Oscar Kubicki       | Honda CB600F Hornet | Wrocław  |
| 4.      | 83          | Beniamin Mucha      | Honda CBR600f2      | Wrocław  |
| 5.      | 25          | Krzysztof Ugniewski | Honda PCX           | Gdańsk   |
| 6.      | 97          | Rafał Pluta         | Honda CB500         | Warszawa |
| 7.      | 46          | Łukasz Michewicz    | Honda XR650         | Gdańsk   |
| 8.      | 62          | Remigiusz Czapski   | Sherco 290          | Gdańsk   |
| 9.      | 10          | Wiktor Rybus        | Honda CB1300        | Łodź     |
| 10.     | 98          | Marcin Lasota       | Honda CBR929RR      | Warszawa |

#### 2 edycja, Tychy, 26 czerwca 2011
| Miejsce | Nr startowy | Zawodnik           | Motocykl            | Miasto   |
| ------- | ----------- | ------------------ | ------------------- | -------- |
| 1.      | 702         | Wojciech Grodzki   | Honda CB600F Hornet | Warszawa |
| 2.      | 56          | Oscar Kubicki      | Honda CB600F Hornet | Wrocław  |
| 3.      | 58          | Wojciech Walewski  | Honda CB600F Hornet | Łódź     |
| 4.      | 99          | Wojciech Sławiński | Honda PCX           | Łódź     |
| 5.      | 76          | Beniamin Mucha     | Honda CBR600F2      | Wrocław  |
| 6.      | 37          | Mateusz Mittek     | Honda VFR 750F      | Wrocław  |
| 7.      | 57          | Jakub Rymkiewicz   | Honda XR650         | Warszawa |
| 8.      | 18          | Mariusz Romanowski | Honda CB600f Hornet | Warszawa |
| 9.      | 50          | Rafał Pluta        | Honda CB1300        | Warszawa |
| 10.     | 55          | Łukasz Fasula      | Honda CBR929RR      | Kraków   |

#### 1 edycja, Warszawa, 15 maja 2011
| Miejsce | Nr startowy | Zawodnik             | Motocykl              | Miasto   |
| ------- | ----------- | -------------------- | --------------------- | -------- |
| 1.      | 49          | Wojciech Grodzki     | Honda VTR250          | Warszawa |
| 2.      | 36          | Arkadiusz Grochowski | Honda XI600v Transalp | Warszawa |
| 3.      | 65          | Rafał Pluta          | Honda CB500           | Warszawa |
| 4.      | 58          | Mariusz Romanowski   | Honda CB600f Hornet   | Warszawa |
| 5.      | 67          | Mateusz Mittek       | Honda VFR750f         | Wrocław  |
| 6.      | 8           | Rafał Mazurkiewicz   | Honda CB600f Hornet   | Warszawa |
| 7.      | 13          | Przemysław Budnicki  | Honda VTR250          |          |
| 8.      | 64          | Mariusz Mroziewicz   | Honda CB 750          |          |
| 9.      | 57          | Patrycjusz Chmurski  | Honda XR 650r         | Warszawa |
| 10.     | 50          | Tomek Mirowski       | Honda PCX             |          |

## MotoGymkhana na OldtimerbazaR
Zawody gymkhanowe cyklicznie odbywające się podczas wrocławskich edycji giełdy OldtimerbazaR. Są organizowane przez zawodników startujących w zawodach ogólnopolskich, zrzeszonych we wrocławskiej drużynie MotoGymkhana. Mają zasięg głównie lokalny. W 2012 roku odbyły się trzy edycje (29 kwietnia, 17 czerwca, 30 września; listopadowa została odwołana)

## Puchar Katanki w Krakowie
Zawody lokalne, organizowane przez zawodniczkę wyścigów torowych, Monikę Jaworską. Odbyły się raz w 2012 roku i raz w sierpniu 2013 roku.